# Faltonia Betizia Proba
Faltonia Betizia Proba (in latino Faltonia Betitia Proba, in seguito indicata anche come Petronia Proba o Proba Petronia; 310 ca. – 360 ca.) è stata una nobile e poetessa romana, la più importante e influente poetessa di lingua latina della tarda antichità.
Di fede cristiana e appartenente a un'influente famiglia aristocratica, è nota per aver scritto il Cento Vergilianus de laudibus Christi, un centone composto da versi di Virgilio uniti a formare un poema epico incentrato sulla figura di Gesù.

## Biografia
Proba fece parte di un'importante famiglia del IV secolo, i Petronii Probi. Suo padre era Petronio Probiano, console nel 322, mentre sua madre si chiamava probabilmente Demetria; suo fratello era Petronio Probino, console del 341, mentre il console del 310, Pompeo Probo, era suo nonno paterno. Proba sposò Clodio Celsino Adelfio, praefectus urbi nel 351, dal quale ebbe almeno due figli, Quinto Clodio Ermogeniano Olibrio e Faltonio Probo Alypio, tutti alti funzionari imperiali. Ebbe anche una nipote, Anicia Faltonia Proba, figlia di Olibrio e Turrania Anicia Giuliana: attraverso questo matrimonio Faltonia Proba si era dunque imparentata anche con l'influente gens Anicia.
Nata in una famiglia pagana, Proba si convertì quando già era adulta, facendo poi convertire anche il marito e i figli. Faltonia Proba morì prima di Celsino; cristiana, venne probabilmente sepolta assieme a lui nella basilica di Sant'Anastasia al Palatino a Roma, dove, fino al XVI secolo esisteva un'iscrizione funebre, apposta su una colonna presso l'altare maggiore della chiesa, che fu poi ricollocata a Villa Borghese nel XVIII secolo prima di scomparire. Il legame tra la chiesa e Proba potrebbe essere proprio Anastasia di Sirmio, la quale era probabilmente appartenente alla gens Anicia: a Proba e a Celsino potrebbe essere stato concesso, dunque, il privilegio di una sepoltura ad sanctos (vicino alla tomba di un santo), in virtù della particolare venerazione della loro famiglia per la santa.
Era proprietaria, assieme al marito, degli Horti Aciliorum, posti a Roma sul Pincio.

## Opere

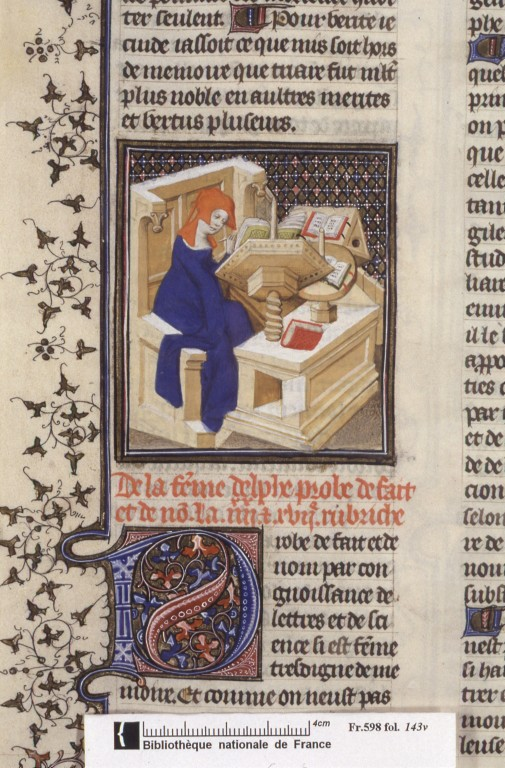
Proba intenta a scrivere. Miniatura di un manoscritto francese del De mulieribus claris di Giovanni Boccaccio (XV secolo)

A Proba è attribuita la composizione di due poemi, uno solo dei quali pervenuto al giorno d'oggi; l'identificazione di Proba con Faltonia Betizia è quasi unanimemente accettata, anche se alcuni studiosi propongono che l'autrice dei poemi, in particolare di quello pervenuto, fosse l'omonima nipote, Anicia Faltonia Proba.

### Constantini bellum adversus Magnentium
Il primo poema, forse composto quando era ancora pagana, riguardava lo scontro tra l'imperatore Costanzo II e l'usurpatore Magnenzio, argomento che toccava da vicino Proba, in quanto il marito fu praefectus urbi nel 351, dunque durante l'usurpazione; il titolo dato in una nota del Codex Mutinensis è Constantini imperatoris bellum adversus Magnentium.
L'esistenza di tale poema è attestata dai versi iniziali del secondo poema, quello pervenuto, nel cui prologo, infatti, Proba rinnega questo poema pagano: per tale motivo è stata avanzata l'ipotesi che la perdita di questo poema sia stata voluta da Proba.

### Cento Vergilianus de laudibus Christi
Dopo la sua conversione, Proba compose un poema epico cristiano, il Cento Vergilianus de laudibus Christi o, più semplicemente, Cento Vergilianus (in italiano Il centone tout court), composto intorno al 362. Si tratta di un centone virgiliano, cioè di un componimento ottenuto giustapponendo versi estratti dalle opere del poeta mantovano, con modifiche minime, che, nel caso in questione, corrispondono all'introduzione dei nomi biblici. L'opera era finalizzata all'evangelizzazione dei giovani aristocratici, con uno sfoggio di erudizione tipicamente maschile.
Il poema ha per argomento la creazione del mondo e la vita di Gesù, che diviene un eroe epico, e fu dedicato all'imperatore Onorio. Consta di 694 versi ed è diviso in proemio e invocazione (vv. 1-55), episodi dell'Antico Testamento (vv. 56-345), episodi del Nuovo Testamento (vv. 346-688) ed epilogo.
Sofronio Eusebio Girolamo espresse un giudizio negativo su questa opera, affermando che una «vecchia chiacchierona» voleva «insegnare le scritture prima di averle comprese», ritenendo «il Marone [Virgilio] senza Cristo un cristiano» (lettera 53.7); Isidoro di Siviglia, invece, ritenne di doverne lodare l'autrice.
Papa Gelasio I (492–496) dichiarò il Cento Vergilianus de laudibus Christi un'opera apocrifa e dunque, sebbene non eretica, ne venne proibita la declamazione in pubblico. Nonostante ciò, l'opera godette di un certo successo: durante l'antichità sono attestate copie fatte per gli imperatori Arcadio e Teodosio II, mentre durante il Medioevo si continuò a utilizzarla per scopi educativi, e Giovanni Boccaccio inserì Proba tra le donne illustri nel suo De mulieribus claris.
L'edizione a stampa del Centone di Proba, fatta a Basilea nel 1474 circa, fu probabilmente la prima di un'opera scritta da una donna.

## Edizioni e traduzioni delCentone
- (LA)  Proba, Cento de Christo[12], [Basel], [Michael Wenssler], [1474 ca.] (editio princeps).
- (LA)  Faltonia Betitia Proba, Cento Vergilianus, Ediderunt Alessia Fassina et Carlo M. Lucarini, Berlin, De Gruyter, 2015.
- (LA, IT)  C. Cariddi, Il centone di Proba Petronia (nobildonna del IV° secolo della letteratura cristiana), Napoli, Loffredo, 1971.
- (LA, IT)  Valentina Sineri, Il centone di Proba, Acireale, Bonanno, 2011.
- (LA, IT)  Proba, Il centone, Introduzione, testo, traduzione e commento a cura di Antonia Badini e Antonia Rizzi, Bologna, Edizioni Dehoniane, 2011.